# Václav Girsa (architekt)

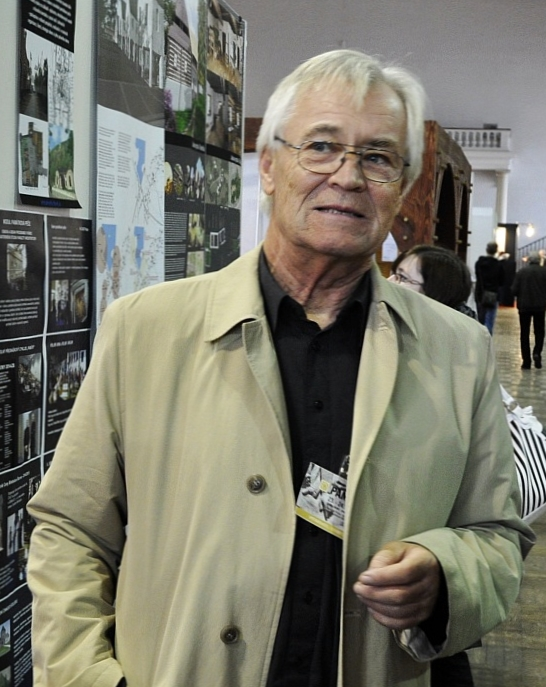
Václav Girsa w 2014 roku

Václav Girsa (ur. 3 czerwca 1945 r. w Pradze) jest czeskim architektem inżynierem, profesorem habilitowanym, konserwatorem zabytków, autorem publikacji, pedagogiem.
W 1969 roku ukończył Wydział Inżynierii Lądowej Politechniki w Pradze oraz w 1972 roku Szkołę Architektury prof. Františka Cubra Akademii Sztuk Pięknych. W latach 1971-1990 pracował w Państwowym Instytucie Odbudowy Zabytkowych Miast i Zabytków. 
Od 1990 wykłada na ČVUT (Politechnice w Pradze), gdzie w 1995 r. uzyskał habilitację, a od 2008 roku jest profesorem mianowanym architektury i konserwacji zabytków oraz został kierownikiem Zakładu Konserwacji Zabytków na Wydziale Architektury Politechniki w Pradze. 
Jest członkiem Rady Naukowej Czeskiego Narodowego Instytutu Zabytków, redakcji czasopisma Zpravy pamotkove pece, Rady Naukowej Ministerstwa Kultury Republiki Czeskiej ds. Państwowej Ochrony Zabytków, a od stycznia 2015 r. prezes Czeskiego Komitetu Narodowego ICOMOS.